# Fifth Estate (périodique)
Fifth Estate (FE) est un périodique américain, à l'origine édité à Détroit, dans le Michigan, mais maintenant produit dans de nombreux endroits. Son collectif éditorial propose différents thèmes pour les articles mais partage généralement un point de vue antiautoritaire et une approche orientée vers une action de changement non-dogmatique. Le titre, qui signifie en français le cinquième pouvoir, implique que la revue est une alternative au quatrième pouvoir (la presse écrite traditionnelle).
Fifth Estate est fréquemment cité comme la plus ancienne publication anarchiste de langue anglaise d'Amérique du Nord encore en activité, même si cela est parfois contesté car il est devenu seulement explicitement antiautoritaire en 1975, après dix ans d'édition dans le cadre du mouvement Underground Press des années 1960. Les archives du Fifth Estate sont conservées à la Collection Labadie (en) à Ann Arbor, dans le Michigan.